# Ras Dashan
O Ras Dashan é o ponto mais alto da Etiópia. Tem 4550 m de altitude, o que faz dela a quarta mais alta de África. Atinge os 3997 m de proeminência topográfica (é a 23.ª mais proeminente em todo o mundo) e isolamento topográfico de 1482,07 km.
Até 2005, a altitude registrada da montanha era de 4538 m até que uma publicação oficial da Autoridade de Mapeamento Etíope declarou a medida de 4550 m (proeminência de 3997 m) após novas medições por mapeamento GPS.